# 佐藤志津

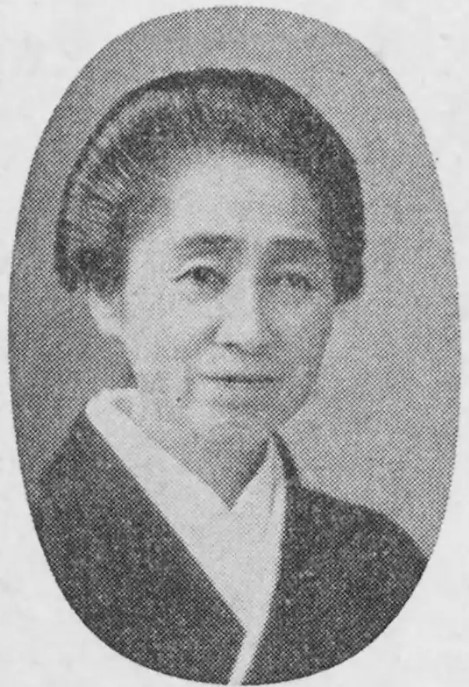
佐藤志津

佐藤 志津（さとう しづ、1852年1月7日（嘉永4年12月16日） - 1919年（大正8年）3月17日）は、私立女子美術学校（現女子美術大学）第2代校長。

## 経歴

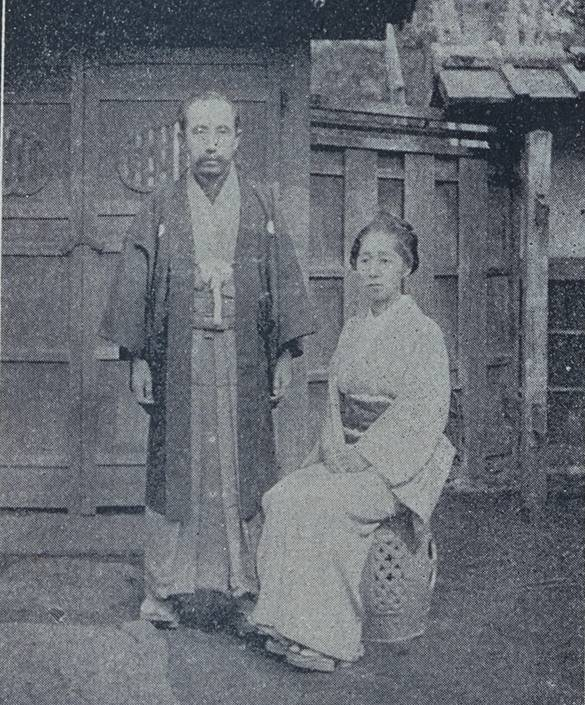
佐藤進と佐藤志津、1899年。

志津は1851年（嘉永4年）、常陸国行方郡麻生（現茨城県行方市）の医師山口舜海の長女として誕生した。1853年（嘉永6年）父舜海が佐倉藩御典医で病院兼蘭医学塾「佐倉順天堂」堂主佐藤泰然の養子となり佐藤尚中と名を改めると、志津を含め一家全員も佐藤家に入った。志津は義叔父（養祖父泰然の子）董（ただす、後に林家の養子になる）と1歳違いであったことから、董と共に漢籍を佐倉藩儒者岡本道庵に、国学を浜野末束に学んだ。
1859年（安政6年）、母方の叔母の嫁ぎ先である水戸の商家（酒造）藤枝富右衛門の家に預けられ、水戸藩武術指南役より穴沢流薙刀を習い、点茶・琴・手芸・礼儀作法を修めた。1864年（元治元年）、佐倉藩主堀田正睦の娘・松姫付き女中として召しだされたため佐倉に帰り、城中で武家子女としての素養を身につけた。母の危篤により城を下がり、以降家族の世話を行い、また父の仕事を支えた。
1867年（慶応3年）、佐倉順天堂の塾生高和東之助（後の佐藤進）を婿に迎えた。進は戊辰戦争では奥州に医師として従軍し、1869年（明治2年）明治政府発行の海外渡航免状第1号を得てドイツに留学、アジア人として初のドイツ医学士学位を得た翌年1875年（明治8年）に帰国した。志津は父尚中の大学東校（現東京大学医学部）初代校長就任に伴い上京した。夫の帰国後はその留学談に影響を受け、日本赤十字社の活動を通じて婦人会活動にも積極的に参加し、医師の高橋瑞子や吉岡弥生（東京女医学校・東京女子医学専門学校・東京女子医科大学創立者）を支援した。
そのような折、私立女子美術学校創設者で舎監兼幹事である横井玉子から、本郷区（現東京都文京区）弓町に開校して半年で経営危機に陥った女子美術学校への支援要請があり、玉子の情熱を感じ取った志津は学校創設の翌年1901年（明治34年）に学校主となり、経財面での支援を始めた。間もなく玉子は胃癌を患らい、1903年（明治36年）1月4日湯島の順天堂病院（1873年（明治6年）開設）で亡くなったことから、志津が前面に出て経営建て直しに奔走し、翌1904年（明治37年）には初代校長藤田文蔵退任の後を受け第2代校長に就任した。当時は「女の子が油絵をしたいというと両親はもちろん、親類縁者総出で反対し、女がペンキ屋になるのかと」と言われる時代であった。
志津も教壇に立ち、修身や礼儀作法を教えた。教師や生徒達の努力から徐々に経営も上向いていたところ、1908年（明治41年）に校舎2階の裁縫室から出火して校舎全焼・寄宿舎にも延焼する大事件がおこった。志津は失火責任を問うこともなく、事後処理に全力を尽くし、翌1909年（明治42年）7月、新たに本郷区菊坂に新校舎を建て、授業を再開した。菊坂に移った学校は「菊坂の女子美」と多くの人に親しまれるようになった。
1907年（明治40年）、志津は私立女子美術学校を各種学校から専門学校に引き上げるべく学則を改正し、美術教師養成のための高等師範科を設けた。専門学校への昇格は難渋し、志津の生前は果たすことが出来なかった（1929年（昭和4年）専門学校に昇格 女子美術専門学校と改称）。生徒の実力も上がり、1914年（大正3年）東京大正博覧会に出展した生徒の作品が銀牌を受け、また翌年パナマ・パシフィック国際博覧会において生徒作品が金賞を受賞するなど、美術界において存在感を大きくしていった。これらの甲斐があって、専門学校昇格は見合わされていたものの、1915年（大正4年）中等教員無試験検定資格が刺繍科と造花科に付与され、また付属高等女学校が開校した。佐藤志津は女子教育の功労者として津田梅子・矢嶋楫子・嘉悦孝・山脇房子と共に叙勲された。
1917年（大正6年）、私立女子美術学校は個人経営から財団法人私立女子美術学校へ組織を変更し、最初は女子美術学校に志津が携わることに批判的であった夫進が初代理事長となった。1919年（大正8年）、風邪から肺炎となり、同年3月17日に順天堂医院にて佐藤志津は死去した。最後まで女子美のことを心配していたと伝えられており、その死後に進が第3代校長に就任した。

## 栄典・授章・授賞
- 1915年（大正4年）11月10日  - 勲五等宝冠章[8]

## 親族
- 養祖父 佐藤泰然
- 義叔父 松本良順 初代大日本帝国陸軍軍医総監、貴族院勅選議員、男爵
- 義叔父 林董 外務大臣逓信大臣を歴任、伯爵
- 父 佐藤尚中 初代順天堂医院長
- 夫 佐藤進 第2代順天堂医院長、陸軍軍医総監、男爵
- 弟 佐藤百太郎 実業家
- 義弟 三宅秀 医学者、貴族院議員
- 義弟 佐藤佐（佐藤尚中の養子、妻は養父尚中の三女楽子） 順天堂医院副院長・侍医
- 子息 佐藤昇
- 養子 佐藤恒久 順天堂医院副院長
- 養女 佐藤梅尾（佐藤尚中四女・佐藤恒久の妻）
- 養子 佐藤達次郎 貴族院議員、初代東京医学専門学校長・第3代順天堂医院長・初代順天堂大学長、男爵